# Miguel Delibes
Miguel Delibes (Valladolid, 17 ottobre 1920 – Valladolid, 12 marzo 2010) è stato uno scrittore spagnolo, membro della Reale Accademia Spagnola.

## Biografia
Partecipò alla Guerra civile spagnola dalla parte nazionalista.
Dopo gli studi di diritto ed economia, diventò titolare di una cattedra di Diritto mercantile, parallelamente alla propria attività di giornalista: diresse infatti il periodico "El Norte de Castilla" dal 1958 al 1963.
Scrittore dalla personalità schiva, descrive nei suoi romanzi la sua regione d'origine, la Castiglia e León, con la sua terra arida, le piccole città e tutto il mondo dei contadini lontani da ogni innovazione tecnologica o scientifica.
Il suo esordio letterario è del 1947 con La sombra del ciprés es alargada (La lunga ombra del cipresso) che ha come protagonista un uomo che evita ogni affetto perché teme che la morte gli porti via ciò che ama. Con questo primo romanzo, ancora carico di moralismo e realizzato con un occhio di riguardo verso il movimento realista, ottenne il Premio Nadal.
Risale al 1949 Aún es de día (È ancora giorno), storia di un uomo deforme e miserabile che ama, di un amore non confessato, una ricca fanciulla.
Nel 1950 ha scritto, con uno stile più stringato e sciolto, El camino (La strada) che narra la storia di un ragazzo di undici anni che, la notte prima della partenza per la città dove andrà a proseguire gli studi per volere del padre, non riuscendo ad addormentarsi, ricorda in modo nostalgico la sua breve esperienza campagnola. L'autore utilizza spesso il discorso indiretto libero attenuando così la tristezza del personaggio filtrandola con il distacco del narratore.
Nel 1953 ha pubblicato Mi idolatrado hijo Sisí (Il mio adorato figlio Sisí), simile nello stile alle opere degli esordi, dove tratta la vita della borghesia di provincia in una città che sembra rispecchiare quella di Valladolid e racconta la storia di un ipocrita che gestisce affari e sentimenti con lo stesso stile freddamente calcolatore, restando però colpito da eventi imprevisti che avranno la loro conclusione nella guerra civile.
Più agevoli nella struttura e con la prevalenza del discorso sull'intreccio sono i due romanzi, Diario de un cazador (Diario di un cacciatore) del 1955 con il quale otterrà il Premio Nazionale di Letteratura per la Narrativa di Spagna (Premio Nacional de Literatura de España) e Diario de un emigrante (Diario di un emigrante) del 1958, che narrano le vicende di un bidello di una città di provincia che annota, con un lessico gergale, le sue esperienze di caccia in Castiglia e quelle lavorative in Cile e che alla fine ritorna a casa dove ritrova quei valori genuini che gli riempiono la vita. I due romanzi fanno parte di una trilogia che verrà completata con il Diario de un jubilado (Diario di un pensionato) nel 1966 e verrà scritta nell'abituale lessico dell'autore.
I due romanzi che seguono saranno tesi alla salvaguardia della lingua castigliana e presenteranno più ampi esempi di diversi tipi di parlata, alternando le storie di città, come in La hoja roja (La foglia rossa) del 1959 che rappresenta il mondo provinciale visto con gli occhi di un vecchio vedovo e della sua giovane domestica analfabeta, e le storie di rurali come in Las ratas (I ratti) del 1962 costruito a partire da una successione di aneddoti autobiografici nei quali evoca l'ambiente contadino degli emarginati.
Nei difficili anni sessanta Delibes arriva a una nuova forma di scrittura sperimentale rendendo più ampia la mimesi a sacrificio della diegesi come si può osservare dalla sua opera maestra Cinco horas con Mario (Cinque ore con Mario) pubblicata nel 1966. Si tratta di un lungo monologo di Menchu, la moglie di Mario (un professore di letteratura con ideologie di sinistra, che ha passato un lungo periodo in carcere durante la dittatura di Franco), borghese di destra e con idee reazionarie, davanti al cadavere del marito la notte precedente i funerali. La vedova, malgrado ostenti il suo cordoglio ad amici e parenti, vive quella morte come un tradimento e, prendendo spunto da alcuni versi della Bibbia che il marito era solito leggere, inizia ad apostrofare il cadavere con una sequela di recriminazioni.
Lo sproloquio profano di Nenchu crea effetti comici ed ella si trasforma nella caricatura del modello franchista di moglie e madre borghese, ottusa e ipocrita. Con un abile esercizio di retorica, Delibes critica, in questo romanzo, i difetti della provincia spagnola del dopoguerra.
Nel 1969 ha pubblicato un romanzo, aperto ad una tematica nota che si ispira alle idee della Primavera di Praga, intitolato Parábola de un náufrago (Parabola di un naufrago) di carattere fantastico.

Il tema principale è quello della metamorfosi animale e narra le vicende di un contabile che, avendo posto domande sul senso del proprio lavoro, viene condannato al lavoro nei campi. Deve coltivare una siepe e alla fine rimane prigioniero fra le piante e viene trasformato in un agnello. Esiste quindi una evidente morale e l'autore vuole così rappresentare il degradarsi dell'uomo attraverso il passaggio dalla lingua umana al verso animale.
Il romanzo El príncipe destronado (Il principe senza trono) del 1974 ha un carattere più leggero e narra la storia di un bambino di quattro anni che, sconvolto per la nascita di una sorellina, guarda al mondo degli adulti in modo critico.
Nel 1973 è stato chiamato a far parte della Real Academia Española. Nel novembre 1974 la morte della moglie Ángeles, fece precipitare lo scrittore in una depressione durata quasi tre anni; poco dopo venne pubblicata la sua opera Las guerras de nuestros antepasados (Le guerre dei nostri antenati) (1975). Prese pieno possesso del suo titolo di accademico il 25 maggio 1975 e nel suo discorso d'ingresso trattò di El sentido del progreso desde mi obra, che verrà pubblicato nel 1979 col titolo di Un mundo que agoniza.
Nel romanzo Las guerras de nuestros antepasados del 1975 così come nel precedente Delibes, per prendere le distanze da ciò che racconta e affermare la sua etica, utilizza un punto di vista insolito. In Las guerras de nuestros antepasados, attraverso la finta trascrizione di un dialogo che avviene tra un carcerato, recluso per un omicidio che non ha commesso, e il medico dell'ospedale del carcere, si parla di un uomo di umili origini, Pacífico, che racconta come sia stato contaminato dalla violenza a causa delle vite burrascose del padre, del nonno e del bisnonno.
Nel 1978 ha pubblicato El disputado voto del señor Cayo (edito in Italia con il titolo Per chi voterà il signor Cayo?), dove si comprende come l'autore sia cauto nei confronti del passaggio dalla dittatura alla democrazia, e riduce quella che era stata la grande propaganda elettorale del 1977 alla minuscola dimensione di due candidati che si combattono per il voto di un solo elettore che se ne fa beffe con saggezza contadina.
Nel 1982 ha pubblicato Los santos inocentes (I santi innocenti), dove racconta la degradazione di una famiglia rurale del Sud della Spagna. In esso l'autore contrappone il diverso tenore di vita dei signori, colti e cinici e dei contadini, miseri e semplici. Dal romanzo è stato tratto nel 1984 un film, diretto dal regista Mario Camus, che ha riscosso un ottimo successo.
Tra le sue ultime pubblicazioni, di tono più lieve e con accenti umoristici, si ricordano Cartas de amor de un sexagenario voluptuoso del 1983, storia interamente raccontata in prima persona dal protagonista, un pensionato sessantenne che, avendo risposto all'inserzione sul giornale di una signora, intreccia con lei un romantico epistolario. Ma quando alfine avverrà il primo incontro, questo diventerà anche l'ultimo perché la donna ha nel frattempo iniziato una relazione con un amico del protagonista, più anziano ma più intraprendente.
Con 377A, Madera de héroe (377A, stoffa da eroe), l'autore ritorna al genere del romanzo di formazione con una vicenda che si svolge quasi interamente in un interno borghese. Racconta la vicenda di un giovane nel periodo della dittatura di Primo de Rivera che, dopo essere stato educato per essere un eroe, si dimostra alla prova dei fatti un vigliacco.
In Señora de rojo sobre fondo gris del 1991, la voce del narratore è quella di un pittore che, sullo sfondo del regime franchista ormai alla deriva (siamo nel 1975), persa la sua vena creativa, racconta alla figlia che si trova in carcere a causa delle posizioni politiche, della moglie, rendendole omaggio in una sorta di retrospettiva dai caratteri elegiaci.
Dopo aver aggiornato nel 1995 la storia del bidello nel Diario de un jubilado (Diario di un pensionato), lo scrittore affronta per la prima volta nel 1998 con El hereje (L'eretico), il romanzo storico. Il libro, che l'autore dedica alla sua città, tratta della persecuzione dei luterani da parte dell'Inquisizione spagnola a Valladolid nel secolo XVI ai tempi di Carlo V e rappresenta un documento a favore della libertà religiosa. Con questa opera Delibes ottenne, nel 1999, il "Premio Nacional de Literatura de España".
Di minor rilevanza è la sua attività nel campo della narrativa breve, come La partida (La partita) del 1954, Siestas con viento sur (Siesta con vento sud) del 1957 che ottenne il Premio Fastenrath e La mortaja (Il sudario) del 1970.
Delibes è inoltre autore di molti volumi di carattere diverso, come le cronache della Vecchia Castiglia (da ricordare Castilla habla del 1986); le esperienze di viaggio fatte all'estero, la collaborazione a diversi giornali e i numerosi diari.
Nel 2000 la Giunta di Castilla y León propose la candidatura di Miguel Delibes al Premio Nobel per la Letteratura ottenendo l'appoggio di numerose entità culturali e intellettuali spagnole e internazionali.
Il Consiglio della Direzione della SGAE (Società Generale degli Autori e Editori) ha proposto all'Accademia Svedese i nomi degli scrittori Miguel Delibes, Francisco Ayala e Ernesto Sabato come candidati al Premio Nobel per la letteratura del 2007.

## Premi
- Premio Nadal, per La sombra del ciprés es alargada (1947).
- Premio Nazionale di Letteratura per la Narrativa di Spagna, per Diario de un cazador (1956).
- Premio Fastenrath della Real Academia Española, per Siestas con viento sur (1957).
- Premio della Fundación Juan March per La hoja roja (1959).
- Premio Nacional de la Crítica, per Las ratas (1962).
- Eletto membro della Real Academia de la Lengua (1975).
- Premio Príncipe de Asturias de las Letras (1982).
- Investito Dottore Honoris Causa dalla Università di Valladolid (1983).
- Premio de las Letras de Castilla y León (1984).
- Cavaliere dell'ordine delle arti e delle lettere della Repubblica Francese (1985).
- Nominato Hijo Predilecto de Valladolid (1986).
- Investito Dottore Honoris Causa dalla Università Complutense di Madrid (1987).
- Investito Dottore Honoris Causa dall'Universität des Saarlandes (Germania) (1990).
- Premio Nacional de las Letras Españolas (1991).
- Premio Cervantes (1993).
- Medaglia d'oro della provincia di Valladolid (1993).
- Investito Dottore Honoris Causa dalla Università di Alcalá di Alcalá de Henares (1996).
- Premio Luka Brajnovic della Comunicazione, concesso dalla Università di Navarra (1997).
- Premio Nazionale di Letteratura per la Narrativa di Spagna, per El hereje (1999).
- Medaglia d'oro al merito nel lavoro (1999).
- Medaglia d'oro al Merito Turistico del Governo di Cantabria (2006).

## Opere
- La sombra del ciprés es alargada (1947). Premio Nadal
- Aún es de día (1949)
- El camino (1950)
- El loco (1953)
- Mi idolatrado hijo Sisí (1953)
- La partida (1954)
- Diario de un cazador (1955). Premio Nazionale di Letteratura per la Narrativa di Spagna.
- Siestas con viento sur (1957). Premio Fastenrath.
- La hoja roja (1959). Premio della Fundación Juan March.
- Las ratas (1962). Premio della Critica.
- Europa: parada y fonda (1963)
- La caza de la perdiz roja (1963)
- Viejas historias de Castilla la Vieja (1964)
- Usa y yo (1966)
- El libro de la caza menor (1966)
- Cinco horas con Mario (1966)
- Diario de un emigrante (1968)
- Parábola del náufrago (1969)
- Por esos mundos: Sudamérica con escala en las Canarias (1970)
- Con la escopeta al hombro (1970)
- La primavera de Praga (1970)
- Castilla en mi obra (1972)
- La caza de España (1972)
- El príncipe destronado (1973)
- Las guerras de nuestros antepasados (1975)
- Vivir al día (1975)
- Un año de mi vida (1975)
- SOS: el sentido del progreso desde mi obra (1976)
- Alegrías de la Caza (1977)
- El disputado voto del señor Cayo (1978).
- Aventuras, venturas y desventuras de un cazador a rabo (1978)
- Un mundo que agoniza (1979)
- Las perdices del domingo (1981)
- Los santos inocentes (1982)
- El otro fútbol (1982)
- Dos viajes en automóvil (1982)
- Cartas de amor de un sexagenario voluptuoso (1983)
- La censura en los años cuarenta (1984)
- Kastila zaharreko kontu zaharrak (Vecchie storie di Castiglia la vecchia)(1985)
- El tesoro (1985)
- Tres pájaros de cuenta (1987)
- La mortaja (1987)
- Mis amigas las truchas (1987)
- 377A, Madera de héroe (1987)
- Mi querida bicicleta (1988)
- Dos días de caza (1988)
- Castilla, lo castellano y los castellanos (1988)
- Mi vida al aire libre (1989)
- Nacho, el mago (1990)
- Pegar la hebra (1991)
- El conejo (1991)
- Señora de rojo sobre fondo gris (1991)
- La vida sobre ruedas (1992)
- El último coto (1992)
- Un deporte de caballeros (1993)
- 25 años de escopeta y pluma (1995)
- Los niños (1995)
- Diario de un jubilado (1996)
- He dicho (1997)
- El hereje (1998). Premio Nazionale di Letteratura per la Narrativa di Spagna.
- Los estragos del tiempo (1999)
- Castilla habla (2000)
- Castilla como problema (2001)
- Delibes-Vergés. Correspondencia, 1948-1986 (2002)
- España 1939-1950: Muerte y resurrección de la novela (2004)
- La tierra herida: ¿qué mundo heredarán nuestros hijos? (2005). Scritto insieme al figlio Miguel Delibes de Castro.

### Adattamenti cinematografici
I seguenti romanzi di Miguel Delibes sono stati adattati per essere rappresentati al cinema:
- El camino, Ana Mariscal, (1962)
- Mi idolatrado hijo Sisí, Antonio Giménez-Rico adattata con il titolo Retrato de familia, (1976). Interessante ambientazione (Antonio Ferrandis, Amparo Soler Leal, Monica Randall e Miguel Bosé).
- El príncipe destronado, Antonio Mercero adattata con il titolo La guerra de papá, (1977). Ottenne un clamoroso trionfo commerciale, ma ora potrebbe sembrare di realizzazione debole e caratterizzata da un certo sentimentalismo.
- Los santos inocentes, Mario Camus, (1984). Premiato a Cannes, per Francisco Rabal e Alfredo Landa.
- El disputado voto del señor Cayo, Antonio Giménez-Rico, (1986).
- El tesoro, Antonio Mercero, (1988). Uno dei primi film con José Coronado come protagonista.
- La sombra del ciprés es alargada, Luis Alcoriza, (1990).
- Las ratas, Antonio Giménez-Rico, (1996).
- Una pareja perfecta, Francesc Betriú, (1998).

## Riconoscimenti
- La biblioteca dell'Istituto Cervantes di Mosca porta il suo nome.